# Cametá Sport Club
El Cametá Sport Club és un club de futbol brasiler de la ciutat de Belém a l'estat de Cametá.

## Història
El club fou fundat el 22 de juny de 2007. Competí al Campeonato Brasileiro Série D l'any 2010. A nivell estatal guanyà el campionat paraense el 2012.

## Estadi
El Cametá Sport Club juga els seus partits com a local a l'Estadi Orfelindo Martins Valente, anomenat Parque do Bacurau. Té una capacitat per a 8.320 espectadors.

## Palmarès
- Campionat paraense:
  - 2012